# Jullovsmorgon (2005–2006)
Astrid & Viktor på tjuvjakt var jullovsmorgon i SVT under perioden 23 december 2005–8 januari 2006.  Programmen handlade om de två kompisarna Astrid och Viktor som tillsammans med Astrids storasyster Cilla tillbringar sitt jullov i Lugnet. Där har det nyligen begåtts ett rån och Astrid och Viktor beger sig ut på tjuvjakt, de misstänker direkt Cillas pojkvän Oskar.
De visade också tecknade serier: Zoé Kézako, Bob och Bobek, Creepschool och Djungelpuls som är från Zimbabwe.

## Medverkande
- Olivia Rismark - Astrid
- Douglas Dracke - Viktor
- Nadine Kirschon - Cilla
- Philip Panov - Oskar

### Fotnoter
1. ↑  ”Svensk mediedatabas”. http://smdb.kb.se/catalog/search?q=Jullovsmorgon+year%3A2005-2006+typ%3Atv&sort=OLDEST. Läst 1 april 2011.